# 鹤山遇真宫
鹤山遇真宫，位于山东省青岛市即墨区鳌山卫街道。是入中华人民共和国山东省省级文物保护单位之一。
2013年，列入第四批山东省文物保护单位，该文物保护单位是一座古建筑。